# Monterosi Tuscia Football Club 2022-2023
Questa voce raccoglie le informazioni riguardanti il Monterosi Tuscia Football Club nelle competizioni ufficiali della stagione 2022-2023.

## Stagione
Nella stagione 2022-2023 il Monterosi disputa il girone C del campionato di Serie C, raccoglie 44 punti sul campo, ma deve scontare una penalizzazione di 2 punti, riuscendo comunque ad evitare i Play-out. Allenato dal confermato tecnico Leonardo Menichini, ottiene 21 punti nel girone di andata e 23 nel girone di ritorno. Nella Coppa Italia di Serie C la squadra biancorossa viterbese esce nel primo turno sconfitta (1-0) dall'Aquila Montevarchi.

## Divise e sponsor
Il fornitore tecnico per la stagione 2022-2023 è Macron. I completi si connotano per l'estrema semplicità e sono tutti monocromi: rossi in casa, bianchi in trasferta, verdi per la terza divisa, con un motivo a righe spezzate tono su tono sulle maniche e le spalle.
Fino al mese di ottobre le maglie sono prive di sponsor, dopodiché a seguito dell'ingresso in società di Mauro Fusano fa la sua comparsa il marchio Maury's.
| Casa | Trasferta | Terza divisa |

## Rosa
| N. |                    | Ruolo | Calciatore           |
| -- | ------------------ | ----- | -------------------- |
| 1  | Albania (bandiera) | P     | Marco Alia           |
| 3  | Italia (bandiera)  | D     | Damiano Cancellieri  |
| 4  | Italia (bandiera)  | C     | Salvatore Santoro    |
| 6  | Italia (bandiera)  | D     | Lorenzo Borri        |
| 7  | Italia (bandiera)  | C     | Matteo Gasperi       |
| 8  | Italia (bandiera)  | C     | Riccardo Burgio      |
| 10 | Italia (bandiera)  | A     | Massimiliano Carlini |
| 11 | Italia (bandiera)  | A     | Antonio Santarpia    |
| 12 | Italia (bandiera)  | P     | Giacomo Moretti      |
| 14 | Italia (bandiera)  | D     | Francesco Verde      |
| 15 | Italia (bandiera)  | D     | Pietro Giordani      |
| 16 | Italia (bandiera)  | D     | Angelo Tartaglia     |
| 17 | Italia (bandiera)  | A     | Alessandro Rossi     |
| 18 | Italia (bandiera)  | C     | Samuele Parlati      |
| 19 | Italia (bandiera)  | D     | Danilo Piroli        |
| 20 | Italia (bandiera)  | C     | Vincenzo Liga        |
| 23 | Italia (bandiera)  | A     | Davide Di Francesco  |

| N. |                     | Ruolo | Calciatore                |
| -- | ------------------- | ----- | ------------------------- |
| 24 | Italia (bandiera)   | C     | Jacopo Lipani             |
| 29 | Italia (bandiera)   | D     | Francesco D'Antonio       |
| 30 | Italia (bandiera)   | C     | Filippo Tolomello         |
| 33 | Germania (bandiera) | D     | Emmanuel Mbende           |
| 37 | Italia (bandiera)   | A     | Pablo Vitali              |
| 55 | Italia (bandiera)   | P     | Umberto Basile            |
| 63 | Italia (bandiera)   | A     | Vincenzo Della Pietra     |
| 71 | Italia (bandiera)   | A     | Riccardo Tonin            |
| 73 | Italia (bandiera)   | C     | Luigi Cirone              |
| 77 | Italia (bandiera)   | A     | Gabriele Ferreri          |
| 81 | Italia (bandiera)   | P     | Alexandru Danca           |
| 83 | Italia (bandiera)   | P     | Michele Malatesti         |
| 90 | Italia (bandiera)   | A     | Rocco Costantino          |
| 91 | Italia (bandiera)   | P     | Francesco Forte           |
| 92 | Italia (bandiera)   | C     | Alessandro Di Paolantonio |
| 95 | Italia (bandiera)   | D     | Alessandro Di Renzo       |

## Calciomercato

### Sessione estiva(dall'1/7 all'1/9)
| Acquisti | Acquisti                  | Acquisti       | Acquisti      |
| R.       | Nome                      | da             | Modalità      |
| -------- | ------------------------- | -------------- | ------------- |
| P        | Marco Alia                | Lazio          | svincolato    |
| P        | Giacomo Moretti           | Lazio          | svincolato    |
| D        | Alessandro Di Renzo       | Ancona         | svincolato    |
| D        | Pietro Giordani           | Frosinone      | svincolato    |
| D        | Vincenzo Polito           | Viterbese      | fine prestito |
| C        | Riccardo Burgio           | Atalanta       | svincolato    |
| C        | Luigi Cirone              | Foligno        | svincolato    |
| C        | Alessandro Di Paolantonio | Foggia         | fine prestito |
| C        | Matteo Gasperi            | Ancona         | svincolato    |
| C        | Vincenzo Liga             | Sancataldese   | svincolato    |
| C        | Jacopo Lipani             | Virtus Entella | prestito      |
| A        | Massimiliano Carlini      | Catanzaro      | svincolato    |
| A        | Davide Di Francesco       | Ascoli         | svincolato    |
| A        | Alessandro Polidori       | Viterbese      | fine prestito |
| A        | Alessandro Rossi          | Lazio          | prestito      |
| A        | Antonio Santarpia         | Taranto        | svincolato    |

| Cessioni | Cessioni            | Cessioni           | Cessioni      |
| R.       | Nome                | a                  | Modalità      |
| -------- | ------------------- | ------------------ | ------------- |
| P        | Nicola Borghetto    | Verona             | fine prestito |
| P        | Riccardo Daga       | Viterbese          | fine prestito |
| D        | Vincenzo Polito     | Potenza            | svincolato    |
| D        | Gabriele Rocchi     | Triestina          | svincolato    |
| D        | Mattia Tonetto      | Frosinone          | fine prestito |
| C        | Emanuele Adamo      | Cesena             | svincolato    |
| C        | Abdallah Basit      | Benevento          | fine prestito |
| C        | Davide Buglio       | Padova             | fine prestito |
| C        | Andrea Errico       | Frosinone          | fine prestito |
| C        | Simone Franchini    | Padova             | fine prestito |
| C        | Zakaria Sdiagui     | Jeunesse Soualem   | definitivo    |
| A        | Gabriele Artistico  | Parma              | fine prestito |
| A        | Gianmarco Caon      | Cynthialbalonga    | svincolato    |
| A        | Joseph Ekuban       | Virtus Francavilla | fine prestito |
| A        | Pierluca Luciani    | Frosinone          | fine prestito |
| A        | Andrea Milani       | Fiorentina         | fine prestito |
| A        | Alessandro Polidori | Viterbese          | svincolato    |

### Sessione invernale(dal 1/1 al 31/1)
| Acquisti | Acquisti              | Acquisti    | Acquisti   |
| R.       | Nome                  | da          | Modalità   |
| -------- | --------------------- | ----------- | ---------- |
| P        | Francesco Forte       | Avellino    | definitivo |
| C        | Salvatore Santoro     | Pisa        | prestito   |
| A        | Vincenzo Della Pietra | Juve Stabia | prestito   |
| A        | Riccardo Tonin        | Foggia      | prestito   |
| A        | Pablo Vitali          | Foggia      | prestito   |

| Cessioni | Cessioni            | Cessioni | Cessioni   |
| R.       | Nome                | a        | Modalità   |
| -------- | ------------------- | -------- | ---------- |
| D        | Damiano Cancellieri | Perugia  | prestito   |
| A        | Vincenzo Liga       | Acireale | svincolato |

## Risultati

### Serie C

#### Girone di andata
| Arbitro: | Crezzini (Siena) |

|                         |           |  |
| Costantino 2’, 17’, 34’ | Marcatori |  |

| Arbitro: | Scarpa (Collegno) |

|                             |           |                            |
| Di Grazia 11’ Belloni 90+6’ | Marcatori | 66’ Costantino 68’ Parlati |

| Arbitro: | Madonia (Palermo) |

|  |           |                |
|  | Marcatori | 74’ Mignanelli |

| Arbitro: | Pirrotta (Barcellona Pozzo di Gotto) |

|             |           |  |
| Chiricò 40’ | Marcatori |  |

| Arbitro: | Grasso (Ariano Irpino) |

|                                   |           |                     |
| Costantino 31’ (rig.), 59’ (rig.) | Marcatori | 69’ (rig.) Patierno |

| Arbitro: | Giaccaglia (Jesi) |

|                          |           |                                |
| Mora 23’ Cancellotti 75’ | Marcatori | 80’ Di Paolantonio 88’ Carlini |

| Arbitro: | Turrini (Firenze) |

|                             |           |                                                     |
| Mbende 15’ Carlini 55’, 61’ | Marcatori | 24’, 78’ Leonetti 29’, 65’ Giannone 50’ Santaniello |

| Arbitro: | Andreano (Prato) |

|                                 |           |                          |
| Di Paolantonio 6’ Santarpia 70’ | Marcatori | 61’ Piovaccari 80’ Zullo |

| Arbitro: | Lovison (Padova) |

|  |           |                    |
|  | Marcatori | 16’ (rig.) Carlini |

| Arbitro: | Giordano (Novara) |

|                           |           |                        |
| Verde 12’ Tolomello 90+4’ | Marcatori | 20’ Piccinni 58’ Falbo |

| Arbitro: | D'Eusanio (Faenza) |

|  |           |                                 |
|  | Marcatori | 7’ Di Paolantonio 81’ Santarpia |

| Arbitro: | Zanotti (Rimini) |

|                                      |           |                 |
| Fazzi 20’ Lewandowski 33’ Grillo 42’ | Marcatori | 40’, 45’ Lipani |

| Arbitro: | Panettella (Bari) |

|  |           |           |
|  | Marcatori | 54’ Fazio |

| Arbitro: | E. Longo (Cuneo) |

|              |           |  |
| Dalmazzi 34’ | Marcatori |  |

| Arbitro: | Gauzolino (Torino) |

|                 |           |             |
| Cancellieri 51’ | Marcatori | 59’ Nicolao |

| Arbitro: | Rinaldi (Bassano del Grappa) |

|                 |           |  |
| E. Esposito 80’ | Marcatori |  |

| Arbitro: | Monaldi (Macerata) |

|                              |           |             |
| Tartaglia 58’ Costantino 90’ | Marcatori | 66’ Marotta |

| Arbitro: | Mucera (Palermo) |

|               |           |  |
| Tommasini 64’ | Marcatori |  |

| Viterbo 18 dicembre 2022, ore 12:30 CET 19ª giornata | Monterosi Tuscia   | 0 – 0 referto | Avellino | Stadio Enrico Rocchi (560 spett.)\| Arbitro: \| Frascaro (Firenze) \| |
| Arbitro:                                             | Frascaro (Firenze) |               |          |                                                                       |

#### Girone di ritorno
| Arbitro: | Caldera (Como) |

|                                    |           |  |
| Langella 44’ D'Andrea 47’ Ligi 86’ | Marcatori |  |

| Viterbo 7 gennaio 2023, ore 14:30 CET 21ª giornata | Monterosi Tuscia       | 0 – 0 referto | Potenza | Stadio Enrico Rocchi (200 spett.)\| Arbitro: \| Grasso (Ariano Irpino) \| |
| Arbitro:                                           | Grasso (Ariano Irpino) |               |         |                                                                           |

| Arbitro: | Leone (Barletta) |

|                |           |                                         |
| Bentivegna 10’ | Marcatori | 14’ Della Pietra 32’ Piroli 45’ Carlini |

| Arbitro: | Maggio (Lodi) |

|                  |           |             |
| Costantino 90+2’ | Marcatori | 42’ Chiricò |

| Arbitro: | Gigliotti (Cosenza) |

|                                     |           |  |
| Patierno 2’ Pierno 69’ Maiorino 78’ | Marcatori |  |

| Viterbo 1º febbraio 2023, ore 14:30 CET 25ª giornata | Monterosi Tuscia | 0 – 0 referto | Pescara | Stadio Enrico Rocchi (130 spett.)\| Arbitro: \| Saia (Palermo) \| |
| Arbitro:                                             | Saia (Palermo)   |               |         |                                                                   |

| Arbitro: | Di Graci (Como) |

|                           |           |  |
| Ruffo Luci 5’ Maniero 71’ | Marcatori |  |

| Arbitro: | Sfira (Pordenone) |

|  |           |                                |
|  | Marcatori | 38’ Costantino 90+7’ Tolomello |

| Arbitro: | Angelucci (Foligno) |

|  |           |            |
|  | Marcatori | 17’ Uliano |

| Arbitro: | Giaccaglia (Jesi) |

|                                  |           |                                     |
| Fella 8’ Manzari 20’ E. Mulè 50’ | Marcatori | 34’ (rig.) Di Paolantonio 79’ Tonin |

| Viterbo 5 marzo 2023, ore 14:30 CET 30ª giornata | Monterosi Tuscia   | 0 – 0 referto | Latina | Stadio Enrico Rocchi (300 spett.)\| Arbitro: \| De Angeli (Milano) \| |
| Arbitro:                                         | De Angeli (Milano) |               |        |                                                                       |

| Arbitro: | Vergaro (Bari) |

|            |           |            |
| Piroli 58’ | Marcatori | 68’ Zuppel |

| Arbitro: | Virgilio (Trapani) |

|                                               |           |  |
| Scognamillo 43’ Martinelli 51’ Vandeputte 62’ | Marcatori |  |

| Viterbo 19 marzo 2023, ore 14:30 CET 33ª giornata | Monterosi Tuscia  | 0 – 0 referto | Fidelis Andria | Stadio Enrico Rocchi (250 spett.)\| Arbitro: \| Burlando (Genova) \| |
| Arbitro:                                          | Burlando (Genova) |               |                |                                                                      |

| Arbitro: | D'Eusanio (Faenza) |

|               |           |                           |
| Beretta 90+5’ | Marcatori | 11’ Costantino 46’ Vitali |

| Arbitro: | Carrione (Castellammare di Stabia) |

|                |           |                |
| Costantino 75’ | Marcatori | 42’ Ceccarelli |

| Arbitro: | Scarpa (Collegno) |

|  |           |                       |
|  | Marcatori | 45’ (rig.) Costantino |

| Viterbo 16 aprile 2023, ore 17:30 CEST 37ª giornata | Monterosi Tuscia   | 0 – 0 referto | Taranto | Stadio Enrico Rocchi (350 spett.)\| Arbitro: \| Nicolini (Brescia) \| |
| Arbitro:                                            | Nicolini (Brescia) |               |         |                                                                       |

| Arbitro: | Mastrodomenico (Matera) |

|  |           |                     |
|  | Marcatori | 46’, 64’ Costantino |

### Coppa Italia Serie C

#### Turni eliminatori
| Arbitro: | G. Sacchi (Macerata) |

|                     |           |  |
| D'Antonio 9’ (aut.) | Marcatori |  |

## Statistiche

### Statistiche di squadra
| Competizione         | Punti | In casa | In casa | In casa | In casa | In casa | In casa | In trasferta | In trasferta | In trasferta | In trasferta | In trasferta | In trasferta | Totale | Totale | Totale | Totale | Totale | Totale | D.R. |
| Competizione         | Punti | G       | V       | N       | P       | Gf      | Gs      | G            | V            | N            | P            | Gf           | Gs           | G      | V      | N      | P      | Gf     | Gs     | D.R. |
| -------------------- | ----- | ------- | ------- | ------- | ------- | ------- | ------- | ------------ | ------------ | ------------ | ------------ | ------------ | ------------ | ------ | ------ | ------ | ------ | ------ | ------ | ---- |
| Serie C              | 42    | 19      | 3       | 12      | 4       | 18      | 18      | 19           | 7            | 2            | 10           | 21           | 27           | 38     | 10     | 14     | 14     | 39     | 45     | -6   |
| Coppa Italia Serie C | -     | 0       | 0       | 0       | 0       | 0       | 0       | 1            | 0            | 0            | 1            | 0            | 1            | 1      | 0      | 0      | 1      | 0      | 1      | -1   |
| Totale               | 42    | 19      | 3       | 12      | 4       | 18      | 18      | 20           | 7            | 2            | 11           | 21           | 28           | 39     | 10     | 14     | 15     | 39     | 46     | -7   |

### Andamento in campionato
| Giornata  | 1 | 2 | 3 | 4  | 5 | 6  | 7  | 8  | 9  | 10 | 11 | 12 | 13 | 14 | 15 | 16 | 17 | 18 | 19 | 20 | 21 | 22 | 23 | 24 | 25 | 26 | 27 | 28 | 29 | 30 | 31 | 32 | 33 | 34 | 35 | 36 | 37 | 38 |
| --------- | - | - | - | -- | - | -- | -- | -- | -- | -- | -- | -- | -- | -- | -- | -- | -- | -- | -- | -- | -- | -- | -- | -- | -- | -- | -- | -- | -- | -- | -- | -- | -- | -- | -- | -- | -- | -- |
| Luogo     | C | T | C | T  | C | T  | C  | C  | T  | C  | T  | T  | C  | T  | C  | T  | C  | T  | C  | T  | C  | T  | C  | T  | C  | T  | T  | C  | T  | C  | C  | T  | C  | T  | C  | T  | C  | T  |
| Risultato | V | N | P | P  | V | N  | P  | N  | V  | N  | V  | P  | P  | P  | N  | P  | V  | P  | N  | P  | N  | V  | N  | P  | N  | P  | V  | P  | P  | N  | N  | P  | N  | V  | N  | V  | N  | V  |
| Posizione | 3 | 4 | 8 | 10 | 8 | 10 | 12 | 12 | 10 | 10 | 7  | 8  | 11 | 11 | 12 | 14 | 13 | 15 | 15 | 16 | 16 | 15 | 16 | 16 | 16 | 16 | 14 | 16 | 16 | 16 | 16 | 18 | 18 | 18 | 18 | 16 | 17 | 16 |

Legenda:

Luogo: C = Casa; T = Trasferta. Risultato: V = Vittoria; N = Pareggio; P = Sconfitta.